# دون ويست
دون ويست (بالإنجليزية: Don West)‏ هو نقابي وكاتب وشاعر أمريكي، ولد في 6 يونيو 1906، وتوفي في 29 سبتمبر 1992.